# Schmuel Dajan

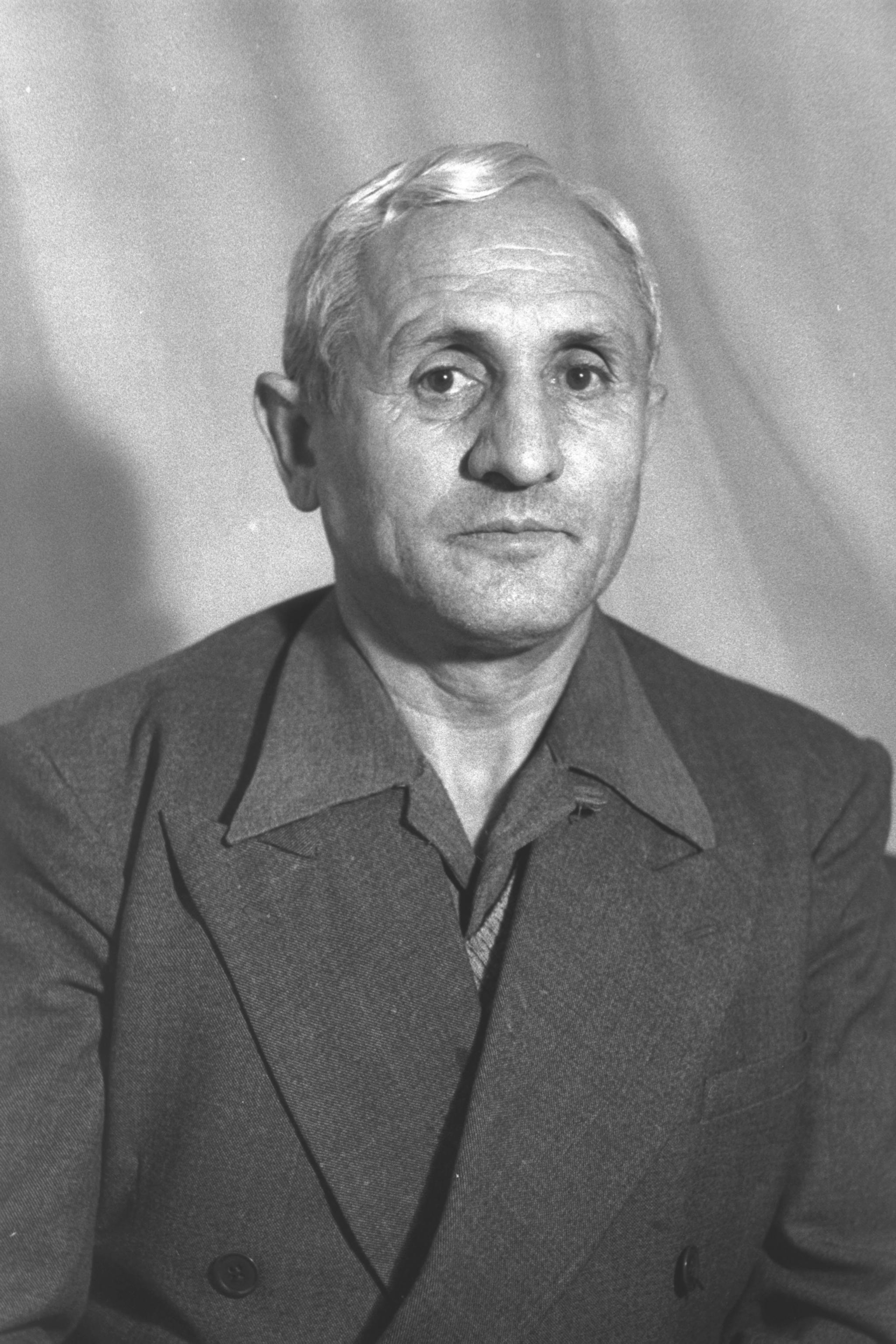
Schmuel Dajan (1951)

Schmuel Dajan (hebräisch שמואל דיין‎; geboren als Schmuel Kitaigorodski; * 8. August 1891 in Schaschkiw, heute Ukraine; † 11. August 1968 in Nahalal, Israel) war ein israelischer Schriftsteller und Politiker. Er war einer der Mitbegründer der Moschav-Bewegung. 

## Leben
Schmuel Dajan wanderte 1908 während der zweiten Alija in das damals osmanische Palästina ein. 1911 schloss er sich der sozialistisch-zionistischen Partei HaPoel HaZair an, einer Vorläuferin der Arbeiterpartei. Er war einer der ersten Siedler im Kibbuz Degania Alef. Seinen Namen hebräisierte er auf Dajan, hebräisch für Richter. Am 11. September 1921 wurde er Mitbegründer des Moschaw Nahalal. Als einer der führenden Köpfe der Moschav-Bewegung wurde er mehrfach nach Polen, in die Schweiz und in die Vereinigten Staaten entsandt.
Nach der israelischen Unabhängigkeitserklärung war er während der ersten drei Legislaturperioden für die Arbeiterpartei Mitglied der Knesset. In der dritten Legislaturperiode diente er als stellvertretender Sprecher der Knesset.
Sein Sohn Mosche Dajan war ein bedeutender israelischer General. Schmuel Dajan ist der Großvater der Schriftstellerin und Politikerin Jael Dajan und des Regisseurs Asaf „Assi“ Dayan.